# USS Ruchamkin (APD-89)
El USS Ruchamkin (APD-89), originalmente DE-228, y redesignado posteriormente LPR-89 y finalmente al ser transferido a Colombia ARC Córdoba (DT-15) fue un buque perteneciente a la Armada de los Estados Unidos designado como transporte de alta velocidad, que prestó servicio entre 1945 a 1946, entre 1951 a 1957, entre 1961 a 1969 y en la Armada de Colombia entre 1969 a 1980.

## Historial

### Construcción y puesta en servicio
El Ruchamkin fue puesto en grada como destructor de escolta USS Ruchamkin (DE-228) el 14 de febrero de 1944 en el astillero de Filadelfia, Pensilvania, y fue botado el 15 de junio de 1944, amadrinado por la señora Mary Ruchamkin. El buque, fue reclasificado como transporte de alta velocidad de clase Crosleyy redesignado APD-89 el 17 de julio de 1944. Tras la conversión a su nuevo rol por Duane Shipbuilding Corporation, fue dado de alta el 16 de septiembre de 1945 con el teniente comandante T. O. Weeks al mando.

### Primer periodo de servicio 1945-1946
Tras sus pruebas de mar, el Ruchamkin inició unos ejercicios en aguas de la costa este de los Estados Unidos y del Caribe. Fue dado de baja en Green Cove Springs, Florida, el 27 de febrero de 1946 y puesto en reserva en St. Johns River Florida, encuadrado en la Flota de Reserva del Atlántico.

### Segundo periodo de servicio 1951-1957

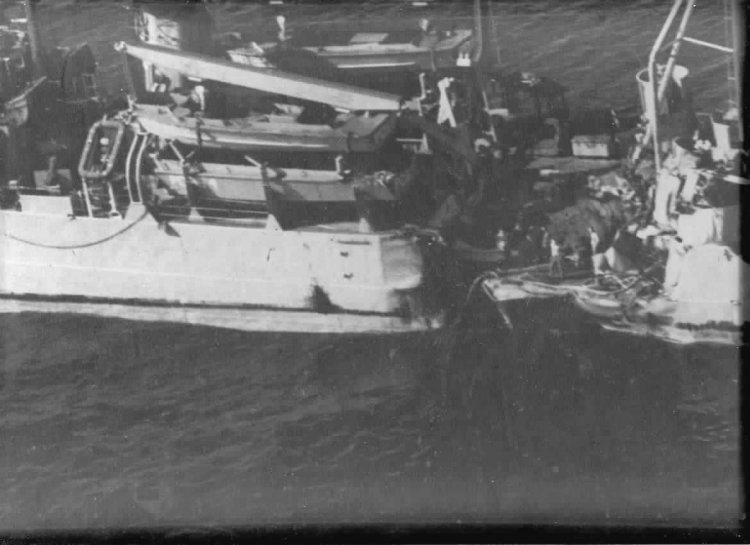
Daños en el Ruchamkin tras la colisión del 14 de noviembre de 1952 con el buque tanque mercante Washington.

Tras cinco años de inactividad, el Ruchamkin fue devuelto al servicio activo el 9 de marzo de 1951. Con base en la Naval Amphibious Base de Little Creek de Virginia Beach, Virginia, participó en operaciones de entrenamiento de desembarco anfibio en Puerto Rico durante el verano y el otoño de 1951, posteriormente, en enero de 1952, partió desde Norfolk, Virginia, para su primer despliegue en el mediterráneo con la Sexta Flota de los Estados Unidos.
Realizó más ejercicios en la costa este tras su retorno de la Sexta Flota en agosto de 1952, incluido su primer crucero de entrenamiento de guardiamarinas. Tres meses después, el 14 de noviembre de 1952, participó en ejercicios de flota en los cabos de Virginia, en los cuales, colisionó con el buque tanque mercante Washington. El impacto se produjo en la zona del compartimento de tropa, perdiendo la vida siete de los militares embarcados.
Tras realizar reparaciones en Norfolk, y maniobras en Cuba durante abril de 1953, el Ruchamkin retomó sus tareas de entrenamiento anfibio. Durante el siguiente año, realizó maniobras con los marines en los cabos de Virginia, en los cabos de Carolina y en Puerto Rico. En julio de 1954, realizó un crucero de entrenamiento para guardiamarinas de la reserva naval.
El Ruchamkin zarpó de Norfolk el 5 de enero de 1955 navegando a lo largo de la costa este de los Estados Unidos. cruzó el Canal de Panamá y el 23 de enero de 1955 arribó a San Diego, California, donde participó durante los seis meses siguientes en ejercicios anfibios con la flota del Pacífico de los Estados Unidos.
A comienzos de mayo de 1955, el Ruchamkin volvió a cruzar el Canal de Panamá, y navegó hasta su puerto base en Boston, Massachusetts. A donde arribó el 27 de mayo de 1955, asumiendo tareas como buque de entrenamiento de la Reserva Naval de Estados Unidos, y entrenando reservistas del primer distrito naval durante dos años en puerto y en mar en fines de semanas, dos semanas y cruceros largos de un mes.
Designado para la desactivacion en la primavera de 1957, el Ruchamkin fue dado de baja el 13 de agosto de 1957 y puesto en reserva en Boston.

### Tercer periodo de servicio 1961-1969
Se ordenó la reactivación del Ruchamkin en agosto de 1961 para incrementar la capacidad de transporte de tropas de la Armada de los Estados Unidos durante la crisis de Berlín de 1961. Su alta se produjo el 18 de noviembre de 1961 y fue asignado a la 10.º escuadrón anfibio, completó sus nuevas pruebas de mar y reparaciones en abril de 1962 y participó en una demostración de desembarco para el presidente John F. Kennedy, y posteriormente, realizó ejercicios de guerra antisubmarina en aguas de Puerto Rico.
Con base de nuevo en Little Creek, el Ruchamkin volvió a realizar ejercicios en la costa este y en el Caribe, normalmente de dos o tres meses de duración.
En noviembre de 1963, el programa de actividades del Ruchamkin fue interrumpido por la Fleet Rehabilitation and Modernization (FRAM) en los astilleros Norfolk Shipbuilding and Drydock Company. La modernización FRAM II fue completada en junio de 1964, y afectó a sus capacidades como buque de control primario en operaciones buque-costa, transporte de equipos subacuáticos de demolición y personal de reconocimiento de playas, y unidad antisubmarina.
En octubre de 1964, el Ruchamkin se trasladó hasta las costas de España, donde controló las operaciones buque-costa durante al operación Steel Pike I, el mayor ejercicio anfibio desde el final de la Segunda Guerra Mundial. En noviembre de 1964 retornó a Little Creek, donde reanudó los ejercicios anfibios y antisubmarinos a lo largo de la costa este y del Caribe.
A finales de abril, y primeros de mayo de 1965, se ordenó al Ruchamkin apoyar a la evacuación de civiles del conflicto en la República Dominicana a San Juan, Puerto Rico. Posteriormente, volvió a la costa oeste de La Española para tareas de control y vigilancia. Por su desempeño durante la crisis dominicana, fue galardonado con la encomienda a unidad de la Armada.
Durante el verano de 1965, el Ruchamkin retornó a su programa de ejercicios, pero desde febrero a abril de 1966, estos se vieron interrumpidos, para actuar como buque principal de apoyo a una flota de cuatro submarinos nucleares lanzamisiles balísticos en la costa de Florida durante unas pruebas de lanzamiento de misiles Polaris.
En octubre de 1966, el huracán Inez interrumpió los ejercicios en el Caribe y el Ruchamkin, fue asignado para distribuir comida y suministros a los supervivientes de este en Haití. 
Durante 1967 y en 1968, el Ruchamkin continuó sus operaciones en el oeste del océano Atlántico. Posteriormente, el 27 de julio de 1968, realizó un despliegue de cuatro meses en el Mediterráneo, hasta noviembre de 1968, realizó reconocimientos hidrográficos a lo largo de la costa sur de Europa y norte de África. En este último periodo, estuvo asignado al 6.º escuadrón anfibio.
El Ruchamkin fue reclasificado como transporte anfibio, pequeño, y redesignado LPR-89 el 1 de enero de 1969. Tras maniobras en el Caribe en febrero y marzo de 1969, fue asignado a apoyo de operaciones de rescate, junto al dique auxiliar de reparaciones USS White Sands (ARD-20), al el remolcador oceeánico USS Apache (ATF-67), y el batiscafo para inmersiones profundas Trieste II a las Azores fpara el rescate del submarino nuclear hundido USS Scorpion (SSN-589). A finales de agosto de 1969, realizó operaciones de reconocimiento hidrográfico en el mar del Norte hasta el 20 de octubre de 1969, cuando retornó a Little Creek.

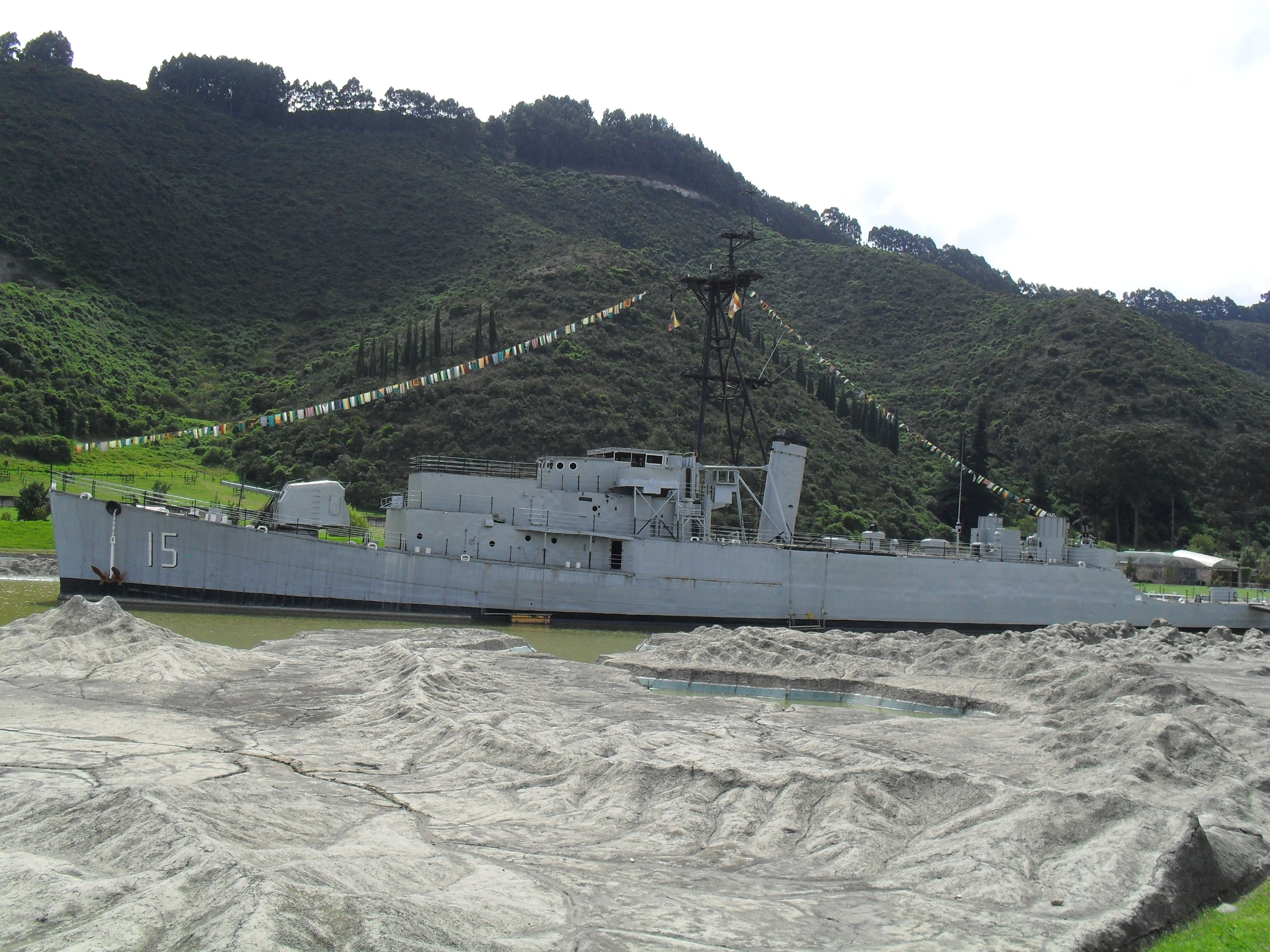
USS Ruchamkin (APD-89) (ARC Córdoba (DT-15)) en exhibición en el parque Jaime Duque, Tocancipá, Colombia.

### Baja final
El Ruchamkin fue dado de baja en Little Creek el 24 de noviembre de 1969 para una inmediata transferencia al extranjero. Fue borrado del registro naval de buques el 31 de octubre de 1977.

### Servicio en la Armada de Colombia
El buque fue trasferido a Colombia bajo un tratado de asistencia militar el 24 de noviembre de 1969, el día en que fue retirado del servicio por la Armada de Estados Unidos. En Colombia fue puesto en servicio por la armada como ARC Córdoba (DT-15) y sirvió hasta su retiro en 1980. Posterior a su retiro fue parcialmente desmantelado y puesto en exhibición en el parque Jaime Duque en Tocancipá, Colombia.